# Asclepias tomentosa
Asclepias tomentosa är en oleanderväxtart som beskrevs av Ell.. Asclepias tomentosa ingår i släktet sidenörter, och familjen oleanderväxter. Inga underarter finns listade i Catalogue of Life.